# Sint-Andreaskerk (Cerexhe)

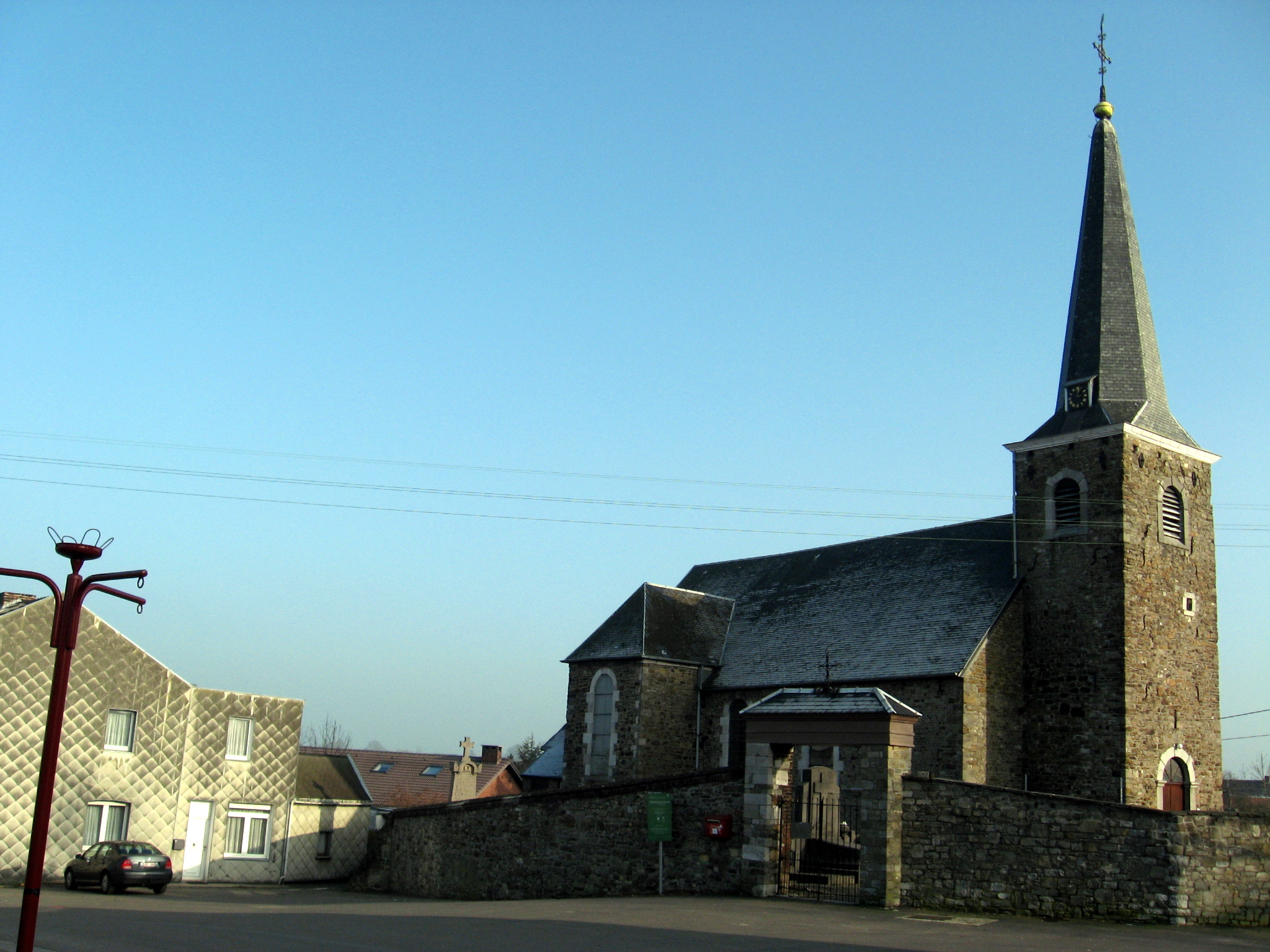
Sint-Andreaskerk

De Sint-Andreaskerk (Église Saint-André) is de parochiekerk van de tot de Belgische gemeente Soumagne behorende plaats Cerexhe, gelegen aan de Rue de la Laiterie.

## Gebouw
De huidige kerk werd gebouwd omstreeks 1550 en in 1653 werden dwarspand en koor vergroot. Het is een eenbeukige kruiskerk die in zandsteenblokken werd uitgevoerd. De kerk heeft een voorgebouwde vierkante toren met achtkante spits.

## Interieur
Het kerkgebouw telt een gemarmerd houten hoofdaltaar en zijaltaren van omstreeks 1750. Het hoofdaltaar bevat een schilderij door Walthère Damery voorstellende de kruisiging met Maria Magdalena van omstreeks 1660. Ook is er een Aanbidding der Herders, door Sandberg, van 1740. Het hardstenen doopvont is 12e-eeuws en heeft vier maskers. Er zijn medaillons in houtsnijwerk.
Op het ommuurde kerkhof vindt men enkele oude grafkruisen, waaronder een van 1544.